# Armenischer Friedhof (Moskau)

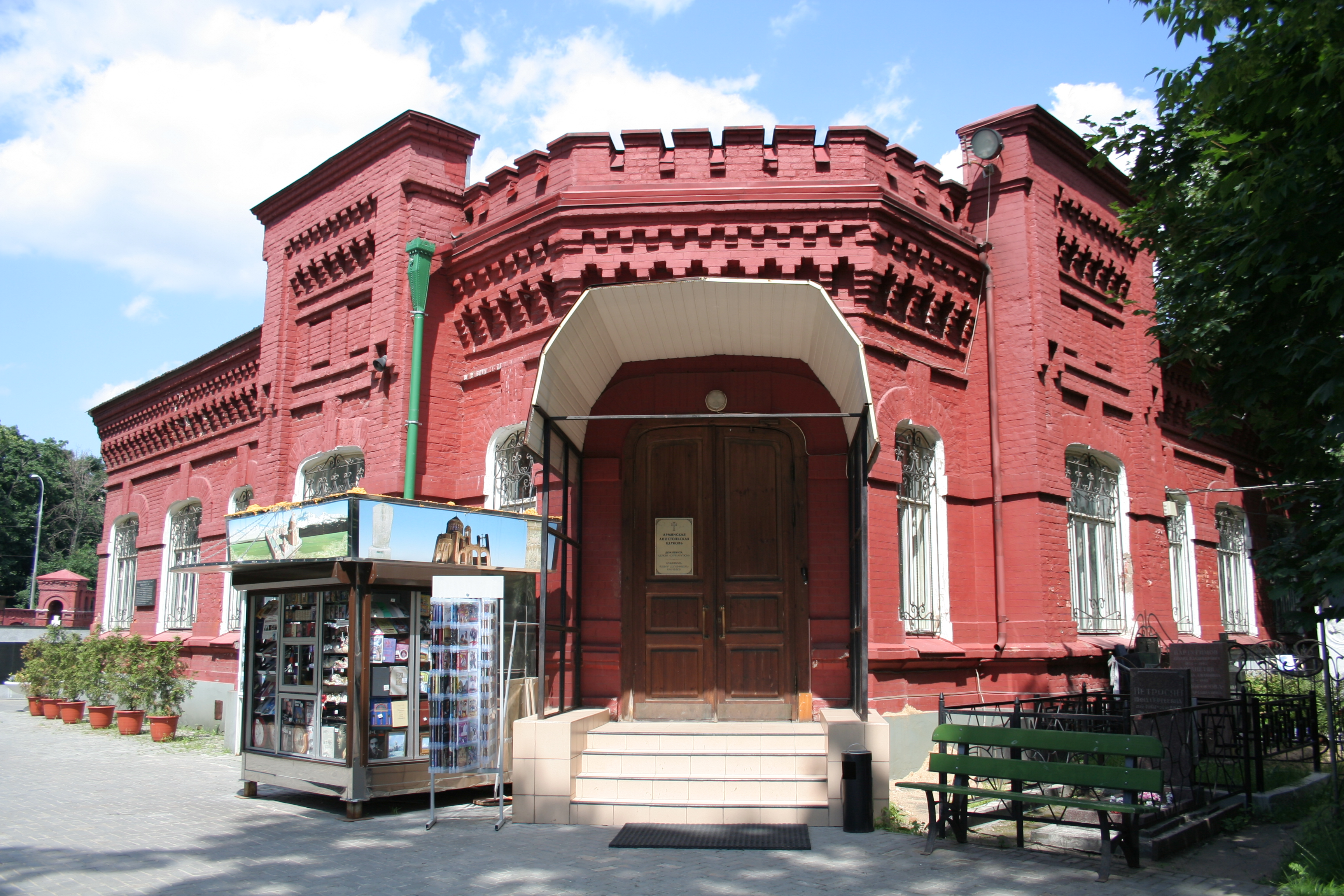
Alte Trauerhalle

Der Armenische Friedhof (russisch Армянское кладбище) liegt im Moskauer Verwaltungsbezirk Zentrum, Stadtteil Presnenski, schräg gegenüber dem russisch-orthodoxen Wagankowoer Friedhof. Es handelt sich bei ihm um die traditionelle Begräbnisstätte der armenischen Diaspora Zentralrusslands.
Der Friedhof ist rund zwei Hektar groß und in Teilen denkmalgeschützt.

## Geschichte
Der Armenische Friedhof entstand gegen Ende des 18. oder Anfang des 19. Jahrhunderts als eigenständiger Teil des benachbarten und einige Jahre früher angelegten Wagankowoer Friedhofs. Während der Letztere anfangs als Begräbnisstätte für ärmere Moskauer Bevölkerungsschichten diente, fanden auf dem Armenischen Friedhof auch wohlhabende Kaufleute ihre letzte Ruhestätte. 1815 ließ die armenische Kirchengemeinde Moskaus im Mittelbereich des Friedhofs ein Kirchengebäude errichten. Dieses ist bis heute erhalten und dient sowohl als Gotteshaus als auch als Friedhofskapelle.
In den 1850er-Jahren wurde der Friedhof durch eine steinerne Mauer umfriedet. Im späten 19. Jahrhundert entstand auf dem Friedhof nahe dem Haupteingang das Gebäude der Trauerhalle aus rotem Backstein. Sowohl dieses als auch die Kirche stehen heute unter Denkmalschutz.

## Grabstätten

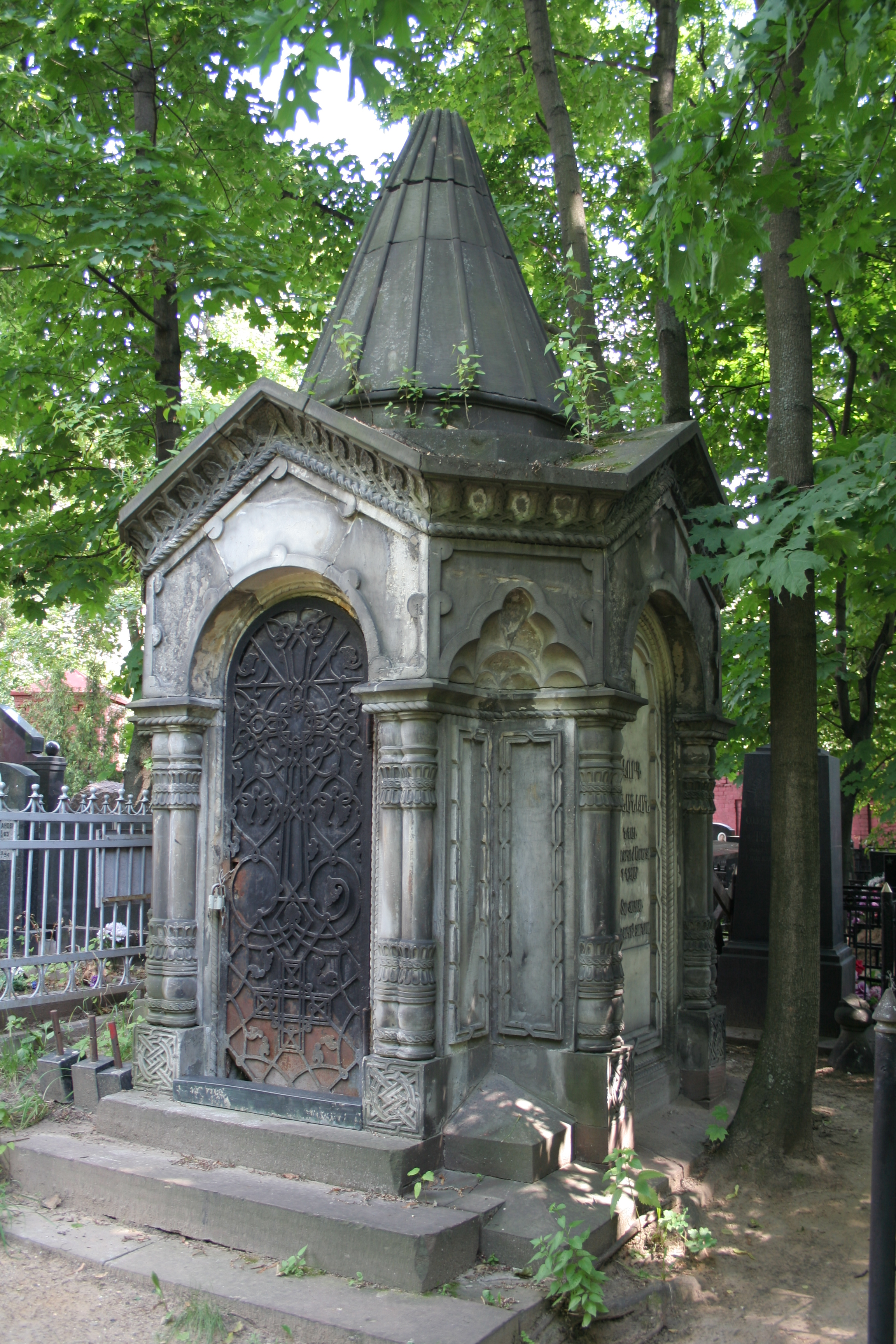
Repräsentatives Grabmal

Der Friedhof weist heute einen überaus dichten Baumbestand auf und beherbergt neben einer Vielzahl moderner Grabstätten historische Denkmäler aus dem 19. und frühen 20. Jahrhundert. Einige dieser Grabsteine sind in armenischer Tradition als Chatschkare ausgeführt, bei einigen besonders aufwändigen Grabstätten handelt es sich um Mausoleen reicher russisch-armenischer Kaufleute und Fabrikanten.
Auch gibt es auf dem Armenischen Friedhof eine Vielzahl von Gräbern bekannter Persönlichkeiten nicht nur armenischer Herkunft. So sind hier unter anderem bestattet:
- Alexei Duschkin (1904–1977), Architekt
- Tigran Petrosjan (1929–1984), Schachweltmeister
- Andrei Platonow (1899–1951), Schriftsteller
- Leonid Ramsin (1887–1948), Ingenieur
- Nadeschda Rumjanzewa (1930–2008), Schauspielerin
- Marina Ryndsjunskaja (1877–1946), Bildhauerin
- Beatrissa Sandomirskaja (1894–1974), Bildhauerin
- Marietta Schaginjan (1888–1982), Schriftstellerin
- Mikael Tariwerdijew (1931–1996), Komponist
- Wartkes Tewekeljan (1902–1969), Schriftsteller